# محرك سي 4
محرك سي 4 (بالإنجليزية: C4 Engine)‏ هو محرك ألعاب يُستخدم لإنشاء ألعاب وأنواع أخرى من المحاكاة الافتراضية التفاعلية ل بلاي ستيشن 5، بلاي ستيشن 4, بلاي ستيشن 3، ويندوز (إكس بي واقل)، ماك أو إس (الإصدارات 10.9 واقل), لينكس.

## تاريخ التطوير
يقود مؤلف الرسومات الحاسوبية إريك لينغيل تطوير محرك سي 4، وهو أيضًا مؤسس Terathon Software. على الرغم من تطوير المحرك بشكل متقطع على مدار عدة سنوات سابقة، إلا أن المحرك أصبح متاحًا لأول مرة بترخيص تجاري في مايو 2005. ونظرًا لتغير ظروف السوق، تم إيقاف محرك سي 4 في عام 2015، لكن تم إصدار إعلان بأنه سيعود في عام 2021.

## القدرات والميزات
تتمثل بنية محرك سي 4 هي مجموعة متداخلة من المكونات البرمجية، حيث تتفاعل الطبقات الدنيا مع أجهزة الكمبيوتر ونظام التشغيل، وتوفر الطبقات العليا منصة مستقلة خدمات لرمز اللعبة. في حين أن جزءا كبيرا من المحرك مخصص لرسومات ثلاثية الأبعاد، هناك أيضا مكونات كبيرة مخصصة للوظائف المتعلقة بالصوت والشبكات والفيزياء وأجهزة الإدخال والبرمجة النصية. وثائق المحرك متاحة عبر الإنترنت من خلال مجموعة من صفحات الويب لواجهة برمجة التطبيقات وويكي.

### الرسومات
يعتمد محرك سي 4 على مكتبة الرسوميات المفتوحة على منصات ويندوز، ماك ، لينكس ، ودائرة الرقابة الداخلية ، ويستخدم نموذج تقديم واحد تمرير لكل ضوء إلى الأمام. المحرك قادر على التقديم بعدة أنواع مختلفة من مصادر الضوء وطرق التظليل. الطريقة الأساسية لتقديم الظلال الديناميكية هي تعيين الظل، ويتم استخدام نوع مختلف من تعيين الظل المتتالي للمشاهد الخارجية الكبيرة جدا.
التظليل يتم إنشاؤها في محرك سي 4 باستخدام إحدى الطريقتين المتاحتين، وكلاهما يعزل المستخدم عن رمز التظليل الذي تتطلبه مكتبة الرسومات الأساسية. يمكن إنشاء تظليل بسيط عن طريق تحديد مجموعة من سمات المواد مثل انعكاس عشوائي اللون، انعكاس منتظم اللون، ومجموعة من texture maps. يولد المحرك داخليا رمز التظليل الضروري لكل مجموعة من المواد ونوع الضوء الذي يواجهه عند عرض مشهد. يمكن استخدام سمات المواد لإنتاج تأثيرات.
محرك سي 4 يتضمن أيضا محرر تظليل رسومي يسمح بإنشاء مواد مخصصة معقدة باستخدام مجموعة كبيرة من العمليات المحددة مسبقا. تتيح طريقة تصميم المواد هذه قدرا أكبر من الحرية الإبداعية والوظائف للمستخدمين الخبراء ، ولكنها تتطلب المزيد من العمل من قبل المستخدم. يمكن تحويل المواد التي تم إنشاؤها باستخدام سمات المواد القياسية إلى تظليل مخصص لتكون بمثابة نقطة انطلاق في محرر التظليل.
المحرك قادر على تقديم مجموعة كبيرة ومتنوعة من المؤثرات الخاصة، بما في ذلك أنظمة الجسيمات، الحريق الإجرائي، التأثيرات الكهربائية، الضباب الحجمي، وظواهر الطقس. خلال مرحلة ما بعد المعالجة، يمكن للمحرك أيضا تطبيق مشهد سينمائي كامل ضبابية الحركة إلى الصورة النهائية باستخدام تقنية تعتمد على سرعة العازلة، وكذلك توهج والتشويه الآثار. لا يوفر المحرك القدرة على تصميم تأثيرات ما بعد المعالجة المخصصة.

### الصوت
يمكن لمحرك سي 4 تشغيل الأصوات المخزنة في واف تنسيق باستخدام 16 بت أحادية أو ستيريو أخذ العينات، والبيانات الصوتية يمكن أن تقوم من الذاكرة أو المتدفقة من القرص. يقوم المحرك بتشغيل الأصوات باستخدام خلاط مخصص يوفر إمكانات مثل تبديل التردد, تأثير دوبلر، صدى، وامتصاص الغلاف الجوي.

### الشبكات
متعددة اللاعبين اللعب في محرك سي 4 مدعوم بنظام مراسلة من طبقتين يستخدم بروتوكول مخطط بيانات المستخدم للتواصل بين أجهزة كمبيوتر مختلفة متصلة لعبة.

### الفيزياء
محرك سي 4 لديه محرك الفيزياء الأصلي التي يمكن استخدامها أو يسمح الخيار لتنفيذ حل طرف 3 بدلا من ذلك.

## أدوات
يتضمن محرك سي 4 بأدوات تطوير الألعاب الأساسية اللازمة لصنع لعبة حديثة. يتم حزم كل أداة كوحدة مساعدة موجودة بشكل منفصل عن المحرك نفسه. العديد من الأدوات الاستفادة من شاملة واجهة المستخدم الرسومية النظام الذي يوفره المحرك بحيث يتم تقديم واجهة متسقة للمستخدم عبر منصات متعددة.

## أكاديميون
تم ترخيص محرك سي 4 من قبل العديد من الجامعات فيما يتعلق بالمناهج الدراسية الموجهة نحو هندسة البرمجيات المتعلقة بالألعاب أو لمشاريع بحثية خاصة. وتشمل هذه الجامعات معهد ماساتشوستس للتكنولوجيا، ومعهد جورجيا التقني، ومعهد ورسستر للفنون التطبيقية، وجامعة ماكماستر، وجامعة كيمتن. يتطلب من طلاب بعض هذه البرامج إنشاء ألعابهم الخاصة كجزء من المقرر باستخدام محرك سي 4، ولقد تم إدراج العديد من هذه المشاريع في مهرجان الألعاب المستقلة الخاصة بالطلاب.
شملت مشروع بحثي لجامعة معينة تقنية TactaVest التي تم تطويرها في WPI، وتم عرض استخدامهم لمحرك سي 4 في برنامج تلفزيوني بقناة Discovery Channel Canada في 26 مايو 2006.

## الترخيص
يتم ترخيص محرك سي 4 بمبلغ 100 دولار للشخص الواحد، ويشمل ذلك جميع التحديثات المستقبلية بدون تكلفة إضافية.

## روابط خارجية
- الموقع الرسمي
- C4 Engine on Mod DB
- C4 Engine on DevMaster